# Cellule granulari

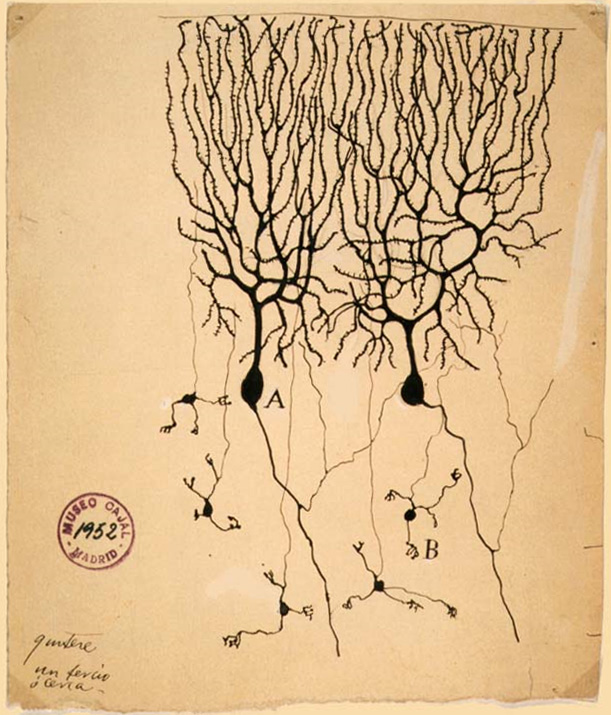
Disegno di una cellula di Purkinje (A) e di una cellula granulare (B) di cervelletto di piccione, eseguito da Santiago Ramón y Cajal, 1899. Istituto Santiago Ramón y Cajal, Madrid, Spagna.

Cellula granulare è un nome utilizzato dagli anatomisti per indicare un certo numero di diversi tipi di neurone la cui unica caratteristica comune è che tutti hanno corpi cellulari molto piccoli. Cellule granulari si trovano all'interno dello strato granulare del cervelletto, del giro dentato dell'ippocampo, dello strato superficiale del nucleo cocleare dorsale, bulbo olfattivo, e corteccia cerebrale.
Le cellule dei granuli cerebellari rappresentano la maggior parte dei neuroni nel cervello umano. Queste cellule granulari ricevono input eccitatori da fibre provenienti da nuclei pontini. Le cellule dei granuli cerebellari inviano fibre parallele attraverso lo strato di Purkinje nello strato molecolare dove si diramano e si diffondono attraverso gli alberi dendritici delle cellule di Purkinje. Queste fibre parallele formano migliaia di sinapsi eccitatorie dalle cellule granulari alle sinapsi delle cellule di Purkinje sui dendriti intermedi e distali delle cellule di Purkinje usando il glutammato come neurotrasmettitore.
Le cellule granulari di livello 4 della corteccia cerebrale ricevono input dal talamo e inviano proiezioni agli strati sovragranulari 2-3, ma anche a strati infragranulari della corteccia cerebrale.

## Struttura
Le cellule granulari localizzate in diverse regioni del cervello sono sia funzionalmente che anatomicamente diverse: l'unica cosa che hanno in comune sono le dimensioni relativamente piccole. Per esempio, le cellule granulari del bulbo olfattivo sono GABAergiche e prive di assone, mentre le cellule granulari nel giro dentato hanno proiezioni assonali di tipo glutammatergico. Queste due popolazioni di cellule granulari sono anche le uniche popolazioni neuronali principali sottoposte a neurogenesi durante l'età adulta: le cellule granulari cerebellari e corticali invece non lo sono. Le cellule granulari (ad eccezione di quelle del bulbo olfattivo) hanno una struttura tipica di un neurone costituito da dendriti, un soma (corpo cellulare) e un assone.
- Dendriti: ogni cella granulare ha 3-4 dendriti tozzi che terminano in una sorta di artiglio. Ciascuno dei dendriti ha una lunghezza di soli 15 µm.
- Soma: le cellule granulari hanno tutte un piccolo soma di diametro pari a circa 10 µm.
- Assone: ogni cellula granulare invia un singolo assone all'albero dendritico della cellula di Purkinje. L'assone ha un diametro estremamente stretto: pari a circa ½ micron.
- Sinapsi: 100-300.000 assoni delle cellule granulari entrano in sinapsi su una singola cellula di Purkinje.

L'esistenza di gap junction tra le celle granulari consente a più neuroni di essere accoppiati tra loro consentendo a più cellule di agire in sincronizzazione e di consentire le funzioni di segnalazione necessarie per lo sviluppo delle cellule granulari.

### Cellule granulari del cervelletto
Le cellule granulari, prodotte dal labbro rombico, si trovano nello strato di cellule granulari della corteccia cerebellare. Sono piccole e numerose. Sono caratterizzate da un soma molto piccolo e da numerosi dendriti corti che finiscono con delle terminazioni a forma di artiglio. Viste con il microscopio elettronico a trasmissione, queste cellule sono caratterizzate da un nucleo che appare molto scuro e circondato da un bordo sottile di citoplasma. L'assone sale nello strato molecolare dove si divide per formare le fibre parallele.

### Cellule granulari dentate
Le cellule granulari costituiscono il tipo principale di cellule che possono essere trovate nel giro dentato dell'ippocampo. Le cellule granulari dentate hanno un corpo cellulare ellittico con una larghezza di circa 10 µm e un'altezza di 18 µm.

Le cellule granulari mostrano un caratteristico albero a forma di cono con dendriti apicali spinosi. I rami dei dendriti si propagano attraverso l'intero strato molecolare e le punte più lontane dell'albero dendritico finiscono proprio nel solco dell'ippocampo o sulla superficie dei ventricoli. Le cellule granulari sono strettamente "impacchettate" nello strato di cellule granulari del giro dentato.

### Cellule granulari del nucleo cocleare dorsale
Le cellule granulari nel nucleo cocleare dorsale sono piccoli neuroni con due o tre brevi dendriti che danno origine a pochi rami con espansioni nella loro parte terminale. I dendriti sono corti con terminazioni simili ad artigli che formano glomeruli per ricevere fibre muschiose, similmente alle cellule granulari cerebellari. L'assone di queste cellule proietta sullo strato molecolare del nucleo cocleare dorsale dove forma fibre parallele, anche qui similmente alle cellule granulari cerebellari. Le cellule granulari del nucleo cocleare dorsale sono piccoli interneuroni eccitatori che sono correlati allo sviluppo, per questo motivo assomigliano alle cellule granulari cerebellari.

### Cella granulari del bulbo olfattivo
La principale cellula granulare intrinseca nel bulbo olfattivo dei vertebrati manca di un assone (come il neurone accessorio). Ogni cellula dà origine a dendriti centrali corti e a un singolo dendrite apicale lungo che si espande nello strato di cellule granulose ed entra nello strato delle cellule mitrali del bulbo olfattivo. I rami di dendrite terminano all'interno dello strato plessiforme esterno tra i dendriti nel tratto olfattivo. Nel bulbo olfattivo dei mammiferi, le cellule granulari possono elaborare sia l'input che output sinaptici, a causa della presenza di grandi spine.

## Funzione

### Rete neuronale della corteccia cerebellare

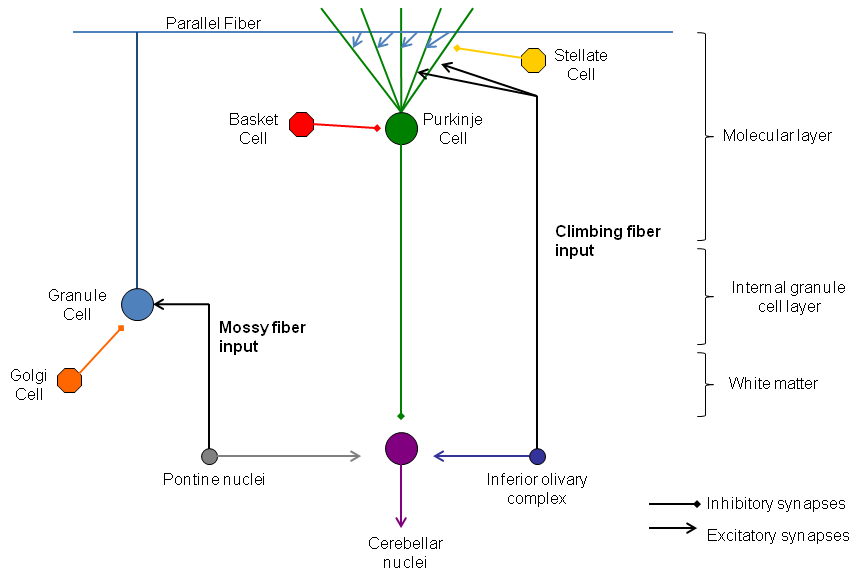
Rappresentazione delle connessioni neurali che esistono fra i differenti tipi di neuroni nella corteccia cerebellare.
Sono incluse le cellule di Purkinje, le cellule granulari e gli interneuroni.

Le cellule granulari cerebellari ricevono un input eccitatorio da 3 o 4 fibre muschiose provenienti dai nuclei pontini. Le fibre muschiose creano una connessione eccitatrice sulle cellule granulari che provoca un potenziale d'azione nella cellula granulare stessa. L'assone di una cellula granulare del cervelletto si divide per formare una fibra parallela che innerva le cellule di Purkinje.
La stragrande maggioranza delle sinapsi assonali delle cellule granulari si trovano sulle fibre parallele. Le fibre parallele vengono inviate attraverso lo strato di Purkinje nello strato molecolare dove si diramano e si diffondono attraverso gli alberi dendritici delle cellule di Purkinje. Queste fibre parallele formano migliaia di sinapsi eccitatorie cellule granulari-cellule di Purkinje sui dendriti delle cellule di Purkinje.
Questa connessioni sono di tipo eccitatorio e sono legate al rilascio di glutammato. 
Le fibre parallele e le sinapsi ascendenti degli assoni delle cellule granulari scaricano in modo sincrono, il che si traduce in segnali eccitatori.
Nella corteccia cerebellare ci sono una varietà di neuroni inibitori (gli interneuroni). Gli unici neuroni eccitatori presenti nella corteccia cerebellare sono le cellule granulari.
Si ritiene che la plasticità della sinapsi tra una fibra parallela e una cella di Purkinje sia molto importante per l'apprendimento motorio.  La funzione dei circuiti cerebellari dipende interamente dai processi eseguiti dallo strato granulare. Pertanto, la funzione delle cellule granulari influenza pesantemente la funzione cerebellare nel suo complesso.

### Input delle fibre muschiose sulle cellule granulari cerebellari
I dendriti delle cellule granulose sono anche sinapsi con degli specifici assoni non mielinizzati che sono definite fibre muschiose. Le fibre muschiose e le cellule di Golgi creano connessioni sinaptiche con le cellule granulari. Nel loro insieme, queste cellule formano i glomeruli.
Le cellule granulari sono soggette all'inibizione a feed-forward (o reciproca): le cellule granulari eccitano le cellule di Purkinje ma eccitano anche gli interneuroni GABAergici che vanno invece ad inibire le cellule di Purkinje.
Le cellule granulari sono anche soggette a feedback di tipo inibitorio: le cellule del Golgi ricevono stimoli eccitatori dalle cellule granulari e, a loro volta, inviano segnali ibitori alle cellule granulari.
I codici di input delle fibre muschiose sono conservati durante la trasmissione sinaptica tra le celle granulari, suggerendo che l'innervazione è specifica in base all'input ricevuto. Le celle granulari non si limitano a trasmettere segnali dalle fibre muscose, esse piuttosto eseguono diverse e complesse trasformazioni che sono richieste nel loro dominio spaziotemporale.
Ogni cella granulare riceve un input da due diversi input di fibre muschiose. L'ingresso proviene quindi da due posti diversi rispetto alla cella granulare che riceve più ingressi dalla stessa sorgente.
Le differenze nelle fibre muschiose che stanno inviando segnali alle cellule granulari influenza direttamente il tipo di informazioni che le cellule granulari traducono verso le cellule di Purkinje. L'affidabilità di questa traduzione dipenderà dall'affidabilità dell'attività sinaptica nelle cellule granulari e dalla natura dello stimolo ricevuto.
Il segnale che una cellula granulare riceve da una fibra muscosa dipende dalla funzione della stessa fibra muscosa. Pertanto, le cellule granulari sono in grado di integrare le informazioni provenienti dalle diverse fibre muschiose e generare nuovi modelli di attività.

### Input delle fibre rampicanti sulle cellule granulari cerebellari
Diverse modalità di input delle fibre muschiose produrranno modelli unici di attività nelle celle granulari che possono essere modificati da un segnale trasmesso come input dalle fibre rampicanti. È stato suggerito che il cervelletto funziona come un filtro adattivo, alterando il comportamento motorio in base alla natura dell'input sensoriale.
Poiché più celle granulari (~ 200.000) entrano in sinapsi su una singola cella di Purkinje, gli effetti di ciascuna fibra parallela possono essere alterati in risposta a un “teacher signal” proveniente da un input della fibra rampicante.

### Funzioni specifiche di diverse celle granulari

#### Cellule granulari del cervelletto
È stato suggerito che le celle granulari codificano combinazioni di input delle fibre muschiose. Affinché la cella granulare risponda, ha bisogno di ricevere input attivi da più fibre muschiose. La combinazione di più input ha come risultato che il cervelletto è in grado di fare distinzioni più precise tra i pattern di input rispetto a una singola fibra muschiosa. Le cellule granulari cerebellari svolgono anche un ruolo nell'orchestrare le conduttanze toniche che controllano il sonno in combinazione con i livelli ambientali di GABA che si trovano nel cervello.

#### Cellule granulari dentate
La perdita di neuroni del giro dentato dall'ippocampo porta a deficit di memoria spaziale. Pertanto, si pensa che le cellule granulari dentate abbiano un ruolo nella formazione delle memorie spaziali. Le cellule granulari dentate immature e mature hanno ruoli distinti nella funzione della memoria. Si ritiene che le cellule granulari nate negli adulti ("giovani")siano coinvolte nella separazione dei pattern mentre le vecchie cellule granulari contribuiscano al rapido completamento del pattern.

#### Cellule granulari cocleari dorsali
Le cellule piramidali dalla corteccia uditiva primaria proiettano direttamente sul nucleo cocleare. Questo fatto è importante nel riflesso da soprassalto(spavento) acustico, in cui le cellule piramidali modulano il riflesso dell'orientamento secondario e l'input delle cellule granulari è responsabile dell'orientamento appropriato. Ciò avviene perché i segnali ricevuti dalle celle granulari contengono informazioni sulla posizione della testa. Le cellule granulari nel nucleo cocleare dorsale svolgono un ruolo nella percezione e risposta ai suoni provenienti dal nostro ambiente.

#### Cellule granulari del bulbo olfattivo
L'inibizione generata dalle cellule granulari, il tipo di cellula GABAergica più comune nel bulbo olfattivo, gioca un ruolo fondamentale nel plasmare l'output del bulbo olfattivo. Esistono due tipi di input eccitatori ricevuti dalle cellule granulari GABAergiche: quelli attivati da un recettore AMPA e quelli attivati da un recettore NMDA. Ciò consente alle cellule granulari di regolare l'elaborazione dell'ingresso sensoriale nel bulbo olfattivo. Il bulbo olfattivo trasmette le informazioni sull'olfatto dal naso al cervello ed è quindi fondamentale per un corretto senso dell'olfatto. Anche le cellule granulari nel bulbo olfattivo sono importanti per la formazione di ricordi legati ai profumi.

### Fattori critici per la funzione

#### Calcio
La dinamica del calcio è essenziale per diverse funzioni delle cellule granulari, come il cambiamento del potenziale di membrana, la plasticità sinaptica, l'apoptosi e la regolazione della trascrizione genica. La natura dei segnali del calcio che controllano la funzione presinaptica e postsinaptica delle spine delle cellule granulari del bulbo olfattivo è in gran parte sconosciuta.

#### Monossido di azoto
I neuroni granulari presentano alti livelli di isoforma neuronale di ossido nitrico sintasi. Questo enzima dipende dalla presenza di calcio ed è responsabile della produzione di ossido nitrico (NO o monossido di azoto). Questo neurotrasmettitore è un regolatore negativo della proliferazione dei precursori delle cellule granulari e nelcontempo promuove la differenziazione delle diverse cellule granulari. L'ossido nitrico regola le interazioni tra cellule granulari e cellule gliali ed è essenziale per proteggere le cellule granulari dai diversi tipi di danni. Il monossido di azoto (NO) è anche responsabile della neuroplasticità e dell'apprendimento motorio.

## Ruolo nelle malattie

### Morfologia alterata delle cellule granulari dentate
TrkB è responsabile del mantenimento della normale connettività sinaptica delle cellule granulari dentate. TrkB regola anche la morfologia specifica (biologia) delle cellule granulari e si ritiene che sia importante per regolare lo sviluppo neuronale, la plasticità neuronale, l'apprendimento oltre ad avere un ruolo nello sviluppo dell'epilessia. La regolazione TrkB delle cellule granulari è importante per prevenire i deficit di memoria e l'epilessia limbica. Ciò è dovuto al fatto che le cellule granulari dentate svolgono un ruolo fondamentale nella funzione dei circuiti entorinale-ippocampo sia in stato di benessere che di malattia. Le cellule granulari dentate sono strategicamente posizionate in modo da regolare il flusso di informazioni nell'ippocampo, una struttura necessaria per il normale apprendimento e la memoria.

### Diminuzione della neurogenesi delle cellule granulari
Sia l'epilessia che la sindrome depressiva mostrano una produzione interrotta di cellule granulari ippocampali nate in età adulta. L'epilessia più precisamente si associa ad un aumento della produzione - ma un'integrazione aberrante - di nuove cellule all'inizio della malattia , quindi alla diminuzione della produzione in una fase più tardiva di malattia.
L'integrazione aberrante di cellule generate in età adulta durante lo sviluppo dell'epilessia può compromettere la capacità del giro dentato di impedire che un’eccessiva attività eccitatoria raggiunga le cellule piramidali dell'ippocampo, favorendo in tal modo le convulsioni. Le convulsioni epilettiche che datano da lungo tempo stimolano la neurogenesi delle cellule granulari dentate. Queste cellule granulari dentate di recente produzione (più giovani) possono dare luogo a delle connessioni aberranti che comportano la plasticità della rete dell'ippocampo associata a epilettogenesi.

### Cellule granulari con dendriti più brevi
I pazienti affetti dalla malattia di Alzheimer hanno cellule granulari con dendriti più corti. Inoltre, i dendriti sono meno ramificati e presentano meno spine rispetto alle analoghe cellule in pazienti che non soffrono di questa patologia. Tuttavia, i dendriti delle cellule granulari non sono unA componente essenziale delle placche senili, e queste placche non hanno alcun effetto diretto sulle cellule granulari nel giro dentato. I cambiamenti neurofibrillari specifici delle cellule granulari dentate si verificano in pazienti affetti da Alzheimer, demenza da corpi di Lewy e paralisi sopranucleare progressiva.